# Aradus curticollis
Aradus curticollis är en insektsart som beskrevs av Ernst Evald Bergroth 1913. Aradus curticollis ingår i släktet Aradus och familjen barkskinnbaggar. Inga underarter finns listade i Catalogue of Life.